# Szeszuwa
Szeszuwa (lit. Šešuvis) – rzeka na Litwie, na terenie rejonów rosieńskiego, jurborskiego i tauroskiego, lewy dopływ Jury. Długość rzeki wynosi 124,5 km, powierzchnia dorzecza wynosi 1897,8 km².

## Przebieg i charakterystyka
Rzeka rozpoczyna swój bieg w pobliżu Šienlaukis, 12 kilometrów na północny zachód od Rosieni, dalej płynie na południowy zachód przez rejony rosieński, jurborski i tauroski, gdzie wpływa do Jury, 36 kilometrów od jej ujścia do Niemna.
Szerokość rzeki wynosi 1-5 metrów w górnym biegu, około 20 metrów w dolnym biegu i maksymalnie do 50 metrów na odcinku 2 km od ujścia. Głębokość rzeki wynosi od 0,5 m do 1,7 m. Średnie nachylenie rzeki to 1,05 m/km. Prędkość rzeki wynosi od 0,1 m do 0,3 m, a przeciętny przepływ wynosi 16,4 m³/s. Maksymalny przepływ wody w rzece wyniósł 643 m³/s. Amplituda wahań poziomu wody w ciągu roku wynosi średnio 6,2 metra. 10% dorzecza Szeszuwy zajmują lasy, a 4% mokradła.
W systemie gospodarki wodnej podzielona jest na trzy jednolite części wód o kodach LT160107301, LT160107302 i LT160107303.

## Dopływy
Główne dopływy:
Lewostronne
- Apusinas
- Įkojis
- Alsa
- Šaltuona
- Upė

Prawostronne
- Agluona
- Ančia
- Balčia
- Trišiūkštė
- Upyna
- Žalpė

## Ochrona
W 1992 powstał rezerwat krajobrazowy w Pašešuvis, w którym między Griaužai a Trepėnėliai krajobraz doliny rzeki jest chroniony.
W rzece w 2009 odnaleziono gatunek słodkowodnego krasnorostu Thorea hispida. W 2011 w Meškai powstał rezerwat botaniczno-zoologiczny Meškų botaninis-zoologinis draustinis w miejscu gdzie odnaleziono ten gatunek. Rezerwat ten jest jednocześnie specjalnym obszarem ochrony siedlisk „Meškų pievos” (LTTAU0009), w którym podstawowymi przedmiotami ochrony są czerwończyk nieparek i modraszek telejus oraz różne siedliska przyrodnicze, z których największą powierzchnię zajmują łąki.